# European Domestic Market
Der Begriff European Domestic Market (EDM) bezeichnet in der Automobilindustrie die Ausstattung eines Fahrzeugs für den europäischen Markt.
Entsprechend existieren die Begriffe Japanese Domestic Market für Fahrzeuge für den japanischen Markt und United States Domestic Market für Fahrzeuge für den US-amerikanischen Markt.